# Idiocera (Idiocera) przewalskii
Idiocera (Idiocera) przewalskii is een tweevleugelige uit de familie steltmuggen (Limoniidae). De soort komt voor in het Palearctisch gebied.